# Grania bykane
Grania bykane är en ringmaskart som beskrevs av Coates 1990. Grania bykane ingår i släktet Grania och familjen småringmaskar. Inga underarter finns listade i Catalogue of Life.